# Zdeněk Vlasta
Zdeněk Vlasta (20. února 1927 Sušno – ?) byl český rolník odsouzen ve třetím ze tří politických procesů v rámci Akce Kluky.

## Život
Zdeněk Vlasta se narodil v obci Sušno na Mladoboleslavsku. Jeho otcem byl Bohumil Vlasta (narozen v roce 1905), který v době procesu pracoval v místním JZD. Zdeněk Vlasta utekl z Československa již v únoru 1948. V zahraničí pobýval v různých táborech, kde však nebyl spokojen, a proto se po roce rozhodl vrátit se do zpět do vlasti. Zde však nemohl být zaměstnán a vzhledem k tomu, že takové chování (útěk z republiky po Vítězném únoru) bylo trestné, a tak se musel skrývat před místními úřady. S úkrytem mu pomáhali rodinní příslušníci, mezi něž patřil otec Bohumil, a poté ještě strýc Jindřich Antoš (narozen v roce 1910), který pracoval stejně jako Bohumil Vlasta v JZD a lesní hajný z Kokořínska Vladimír Kočvara (narozen v roce 1912).
Zatčen byl při plánované změně úkrytu v Turnově. O změně úkrytu StB věděla, jelikož spolupracovala se Zdeňkovým poskytovatelem úkrytu Vladimírem Nečadou a Josefem Reslerem, které již delší dobu sledovala a pod pohrůžkami přesvědčila ke spolupráci. 

Zdeněk Vlasta byl odsouzen na 4 roky odnětí svobody za velezradu. Během hlavního přelíčení, stejně tak jako všichni ostatní odsouzení v rámci Akce Kluky, musel vypovídat podle předem připraveného scénáře. 
„Protokol o výslechu jsem se musel naučit zpaměti. V prvním procesu jsem
musel svědčit proti Reslerovi a Vepříkovi, kterého jsem neznal. Když jsem se ptal
vyšetřovatele, jaké jim hrozí tresty, řekl mi, že to Reslera šimrá na krku. Na to
jsem mu odpověděl, že před soudem řeknu, že to byli agenti StB, aby je za
takovou hloupost neoběsili. Z procesu jsem znal jen Nečadovi a Reslera. Že byl
můj otec zatčen, jsem nevěděl, odmítl jsem proti němu vypovídat. S některými
z procesu jsem se seznámil až v Jáchymově.“
— Zdeněk Vlasta o průběhu hlavního přelíčení
Spolu s ním byli v procesu odsouzeni za pomáhání s úkrytem Bohumil Vlasta (1 rok odnětí svobody), Jindřich Antoš (6 měsíců odnětí svobody) a Vladimír Kočvara (14 měsíců odnětí svobody).